# Sâu tre
Sâu tre (tên khoa học Omphisa fuscidentalis) là một loài ngài thuộc họ Crambidae. Tên tiếng Thái cho loài sâu này là nòn máy phai, (tiếng Thái: หนอนไม้ไผ่, 'sâu tre"), nhưng hay được gọi là rot duan (tiếng Thái: รถด่วน, 'tàu tốc hành'). Môi trường sống của nó là rặng và rừng tre ở những vùng mát mẻ miền Bắc Thái Lan, Bắc Lào, Bắc Myanmar, những nơi lân cận của Vân Nam, Trung Quốc và các tỉnh Tây Bắc Việt Nam. Sâu của loài này được coi là thức ăn ngon với người dân trong vùng.
Sải cánh bướm đực là 4 cm, cơ thể dài 2 cm. Con cái hơi lớn hơn, sải cánh dài 4,5 cm còn cơ thể dài 2,2 cm. Cánh chúng màu nâu-cam, có sọc đen, cong. Thân mình của sâu màu trắng, dài 3,5 đến 4 cm.

## Làm thức ăn

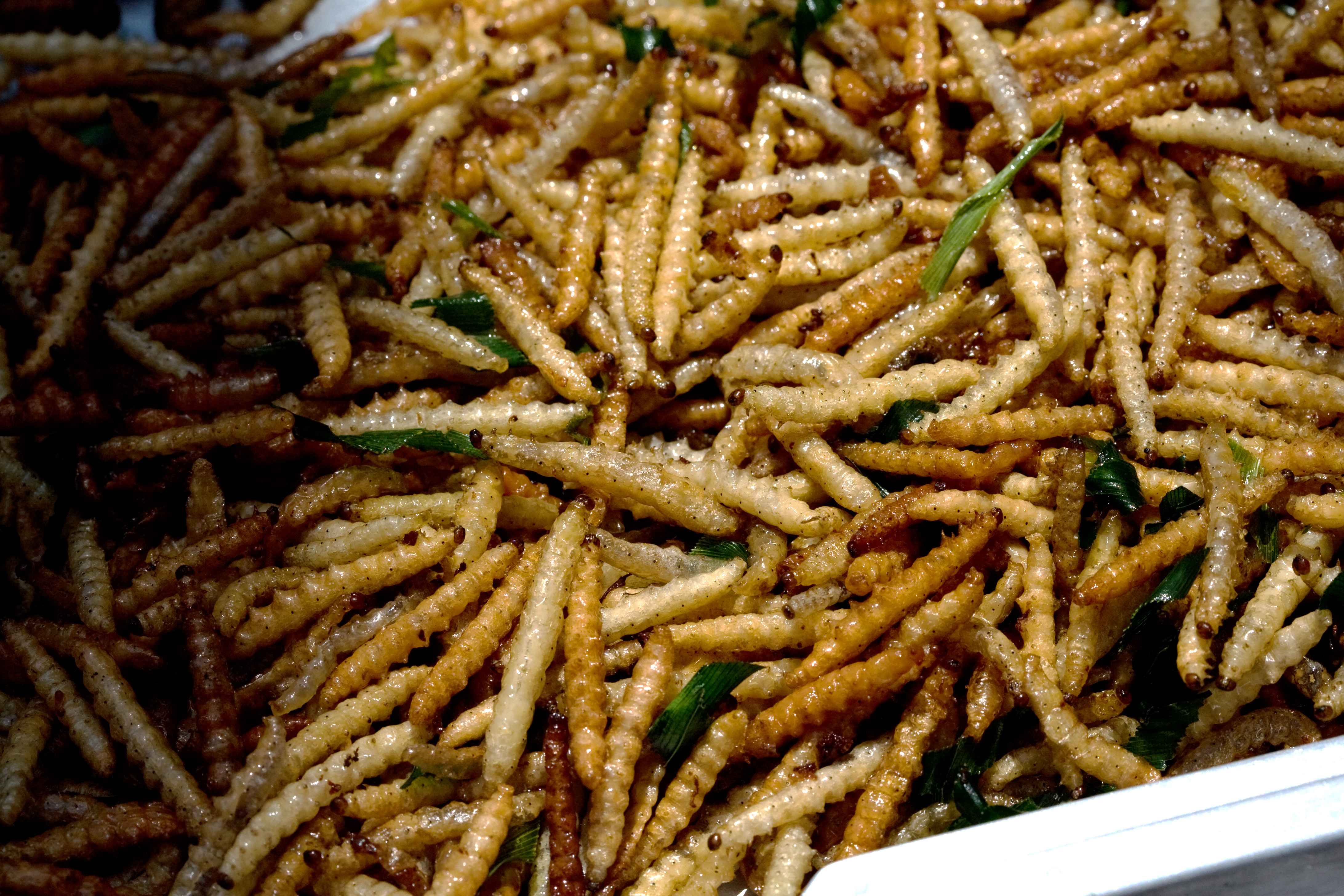
"Sâu tre" chiên tại một chợ ở Bangkok

Việc thu gom sâu chủ yếu diễn ra vào thời kì đình động, khi mà sâu xúm lại trong lóng tre. Sâu tre là thức ăn phổ biến ở nhiều vùng. Chừng 26% khối lượng cơ thể chúng là protein, 51% là chất béo. Ngày nay, do nhu cầu sâu tre ngày một lớn, chúng được nuôi thương phẩm. Chúng thường được chiên ngập dầu, thêm rau thơm và gia vị.